# 崔莎·喬利
崔莎·喬利（Treesa Jolly，2003年5月27日—），出生於喀拉拉邦坎努爾縣切魯普賈，印度女子羽毛球運動員。她與普萊勒·蓋亞特里·戈比昌德在2022年全英羽毛球公開賽成為首位闖進四強的印度女雙組合。

## 生平
崔莎·喬利出生於喀拉拉邦坎努爾縣的一個小鎮切魯普賈，父親喬利·馬修·泰卡爾（Jolly Mathew Thaickal）是當地高中的體育老師及排球教練，也是他為崔莎進行了基礎的羽球訓練，其後為了全力支援崔莎而辭去工作。
崔莎·喬利原為單打選手，但認為自身更加適合雙打，遂與在戈比昌德羽毛球學院一起訓練的另一位單打選手普萊勒·蓋亞特里·戈比昌德組成雙打搭檔。她們從2021年開始搭檔，並在這一年晉級波蘭國際賽、印度國際挑戰賽、威爾斯國際賽女雙決賽，並在印度賽成功奪下第一座國際賽冠軍。

### 2022年全英賽四強
2022年初，崔莎／蓋亞特里在世界羽聯世界巡迴賽斬獲佳績，先是在賽義德·莫迪國際賽獲得亞軍，隨後於奧里薩公開賽奪下巡迴賽首冠。時至3月，她們在全英公開賽首輪擊敗泰國的本雅帕／倫塔卡恩姊妹；次輪面對2020年奧運女雙金牌格雷西婭·波利／阿普里亞尼·拉哈育，在先勝一局的情況下，因對手受傷退賽而晉級；八強賽時，逆轉戰勝韓國的李紹希／申昇瓚，成為首對闖入全英公開賽四強的印度女雙組合。最終她們以17－21、16－21不敵張殊賢／鄭雨，止步四強。

## 主要比賽成績
只列出曾進入準決賽的國際賽事成績：
| 年份   | 賽事                     | 公開賽級別 | 項目     | 搭檔                     | 成績   |
| ------ | ------------------------ | ---------- | -------- | ------------------------ | ------ |
| 2021年 | 波蘭羽毛球國際賽         | 國際系列賽 | 女子雙打 | 普萊勒·蓋亞特里·戈比昌德 | 亞軍   |
| 2021年 | 印度羽毛球國際挑戰賽     | 國際挑戰賽 | 女子雙打 | 普萊勒·蓋亞特里·戈比昌德 | 冠軍   |
| 2021年 | 威爾斯羽毛球國際賽       | 國際挑戰賽 | 女子雙打 | 普萊勒·蓋亞特里·戈比昌德 | 亞軍   |
| 2022年 | 賽義德·莫迪羽毛球國際賽  | 超級300賽  | 女子雙打 | 普萊勒·蓋亞特里·戈比昌德 | 亞軍   |
| 2022年 | 賽義德·莫迪羽毛球國際賽  | 超級300賽  | 混合雙打 | 阿琼·马塔蒂尔·拉马钱德兰 | 準決賽 |
| 2022年 | 奧里薩羽球公開賽         | 超級100賽  | 女子雙打 | 普萊勒·蓋亞特里·戈比昌德 | 冠軍   |
| 2022年 | 奧里薩羽球公開賽         | 超級100賽  | 混合雙打 | 阿琼·马塔蒂尔·拉马钱德兰 | 亞軍   |
| 2022年 | 全英羽毛球公開賽         | 超級1000賽 | 女子雙打 | 普萊勒·蓋亞特里·戈比昌德 | 準決賽 |
| 2022年 | 英聯邦運動會羽毛球比賽   | 其他       | 混合團體 | －                       | 銀牌   |
| 2022年 | 英聯邦運動會羽毛球比賽   | 其他       | 女子雙打 | 普萊勒·蓋亞特里·戈比昌德 | 銅牌   |
| 2022年 | 海洛羽毛球公開賽         | 超級300賽  | 女子雙打 | 普萊勒·蓋亞特里·戈比昌德 | 準決賽 |
| 2022年 | 巴林羽毛球國際挑戰賽     | 國際挑戰賽 | 女子雙打 | 普萊勒·蓋亞特里·戈比昌德 | 亞軍   |
| 2023年 | 亞洲羽毛球混合團体錦標賽 | 其他       | 混合團体 | －                       | 季軍   |
| 2023年 | 全英羽毛球公開賽         | 超級1000賽 | 女子雙打 | 普萊勒·蓋亞特里·戈比昌德 | 準決賽 |
| 2024年 | 亞洲羽毛球團體錦標賽     | 其他       | 女子團體 | －                       | 冠軍   |
| 2024年 | 新加坡羽毛球公開賽       | 超級750賽  | 女子雙打 | 普萊勒·蓋亞特里·戈比昌德 | 準決賽 |
| 2024年 | 澳門羽球公開賽           | 超級300賽  | 女子雙打 | 普萊勒·蓋亞特里·戈比昌德 | 準決賽 |
| 2024年 | 西德·莫迪羽球國際賽      | 超級300賽  | 女子雙打 | 普萊勒·蓋亞特里·戈比昌德 | 冠軍   |
| 2025年 | 瑞士羽毛球公開賽         | 超級300賽  | 女子雙打 | 普萊勒·蓋亞特里·戈比昌德 | 準決賽 |

| 2018-2026年 | 總決賽 | 超級1000賽 | 超級750賽 | 超級500賽 | 超級300賽 | 超級100賽 | 國際挑戰賽 | 國際系列賽 | 未來系列賽 | 其他 |

### 奧運會和世錦賽參賽紀錄
|          | 搭檔       | 2022 | 2023 |
| -------- | ---------- | ---- | ---- |
| 女子雙打 | 普萊勒·G·G | 32強 | 16強 |

## 外部連結
- 崔莎·喬利在BWFBadminton.com（英语）
- 崔莎·喬利在BWF.TournamentSoftware.com（英语）
- 崔莎·喬利在Flashscore（英语）